# 断熱不変量
外部パラメータを有する力学系で、外部パラメータが時間的にゆっくり変化するときに不変に保たれる物理量を断熱不変量（だんねつふへんりょう、英: adiabatic invariance）と言う。
簡単な例として、滑車を支点とする振り子を考える。この場合、外部パラメータは支点から振り子の重りを結ぶ糸の長さとなる。滑車を通じて糸の長さをゆっくり変化させると、振り子の振動数 {\displaystyle \nu } が変化し、また同時に重りに対し仕事 {\displaystyle W} が加えられる。これらの量は糸の長さの変化に対して不変ではないが、比 {\displaystyle W/\nu } は糸の長さの変化が断熱的ならば変化しない量、すなわち振り子系における断熱不変量となっている。
一般に外部パラメータを有する一次元周期系において、周期的に変わる一般化座標を q、それに対応する一般化運動量を p とするとき、一周期にわたる積分
{\displaystyle J=\oint p\,dq}
が断熱不変量であることが示される。そして上記の例の比 {\displaystyle W/\nu } はその一例であることが示される。また多重周期系においてはその周期の多重度に等しい数の断熱不変量があることが示される。
断熱不変量は、量子力学の前身である前期量子論において極めて重要な役割を演じた。またプラズマ物理学においては磁場中の荷電粒子でその旋回運動に伴う磁気モーメントが断熱不変量であることが示され、プラズマの解析に極めて有効な手段を与えている。